# Georgios Kolettis
Georgios Kolettis (griechisch Γεώργιος Κολέτης, auch Γεώργιος Κωλέττης Georgios Koletis) war ein griechischer Radsportler.

## Leben
Kolettis nahm an den Olympischen Sommerspielen 1896 in Athen teil. Er belegte im 100-Kilometer-Rennen im Velodrom Neo Faliro den zweiten Platz, nachdem er bereits mechanische Probleme mit seinem Rad hatte. Er hatte ebenfalls am 10.000-Meter-Rennen teilgenommen, kam jedoch nicht ins Ziel, da er mit Aristidis Konstantinidis zusammenprallte und verletzt aufgeben musste.